# Beşiktaş JK
Beşiktaş Jimnastik Kulübü er en tyrkisk fodboldklub fra Beşiktaş-distriktet i Istanbul. Klubben spiller på nuværende tidspunkt i Süper Lig, den bedste række i Tyrkiet. 

## Nuværende trup
Oversigten er opdateret til og med 28. mars 2025
| Nr. | Land                | Position | Spiller                 |
| --- | ------------------- | -------- | ----------------------- |
| 2   | Norge               | FO       | Jonas Svensson          |
| 3   | Brasilien           | FO       | Gabriel Paulista        |
| 4   | Tyrkiet             | FO       | Onur Bulut              |
| 5   | Tyrkiet             | FO       | Tayyip Talha Sanuc      |
| 6   | Bosnien-Hercegovina | MI       | Amir Hadziahmetovic     |
| 7   | Kosovo              | AN       | Milot Rashica           |
| 8   | Tyrkiet             | MI       | Salih Ucan              |
| 9   | Tyrkiet             | AN       | Semih Kilicsoy          |
| 10  | Ecuador             | AN       | Keny Arroyo             |
| 14  | Tyskland            | FO       | Felix Uduokhai          |
| 15  | England             | MI       | Alex Oxlade-Chamberlain |
| 17  | Italien             | AN       | Ciro Immobile           |
| 18  | Portugal            | AN       | João Mário              |
| 19  | Tyrkiet             | AN       | Arda Kilic              |

| Nr. | Land                        | Position | Spiller               |
| --- | --------------------------- | -------- | --------------------- |
| 20  | Tyrkiet                     | MI       | Necip Uysal           |
| 22  | Kasakhstan                  | FO       | Bakhtiyor Zaynutdinov |
| 23  | Albanien                    | AN       | Ernest Muci           |
| 26  | Demokratiske Republik Congo | FO       | Arthur Masuaku        |
| 27  | Portugal                    | AN       | Rafa                  |
| 34  | Tyrkiet                     | MM       | Mert Günok            |
| 44  | Tyrkiet                     | MI       | Fahri Ay              |
| 53  | Tyrkiet                     | FO       | Emirhan Topcu         |
| 77  | Colombia                    | MI       | Élan Ricardo          |
| 79  | Tyrkiet                     | FO       | Emrecan Terzi         |
| 83  | Portugal                    | MI       | Gedson Fernandes      |
| 91  | Tyrkiet                     | AN       | Mustafa Hekimoglu     |
| 93  | Tyrkiet                     | FO       | Arda Berk Özüarap     |
| 94  | Tyrkiet                     | MM       | Göktug Baytekin       |
| 96  | Tyrkiet                     | MM       | Emir Yasar            |

## Titler

### Ligatitler
- Tyrkisk Mester: 21 (1934, 1941, 1944, 1947, 1951, 1956–57, 1957–58, 1959–60, 1965–66, 1966–67, 1981–82, 1985–86, 1989–90, 1990–91, 1991–92, 1994–95, 2002–03, 2008–09, 2015–16, 2016–17, 2020–21)
- Istanbul Ligaen: 13 (1923–24, 1933–34, 1938–39, 1939–40, 1940–41, 1941–42, 1942–43, 1944–45, 1945–46, 1949–50, 1950–51, 1951–52, 1953–54)

### Pokaltitler
- Tyrkisk Pokalmester: 10 (1974–75, 1988–89, 1989–90, 1993–94, 1997–98, 2005–06, 2006–07, 2008–09, 2010–11, 2020–21)
- Tyrkisk Supercup Vinder: 9 (1967, 1974, 1986, 1989, 1992, 1994, 1998, 2006, 2021)

## Klubrekorder

### Flest kampe
Oversigten er opdateret til og med 8. februar 2022
| Nr. | Spiller         | Kampe | År             |
| --- | --------------- | ----- | -------------- |
| 1   | Mehmet Özdilek  | 484   | 1988-2001      |
| 2   | İbrahim Üzülmez | 397   | 2000-2011      |
| 3   | Necip Uysal     | 380   | 2009-Nuværende |
| 4   | Rıza Çalımbay   | 353   | 1980-1996      |
| 5   | Recep Çetin     | 333   | 1988-1998      |

### Flest mål
Oversigten er opdateret til og med 8. februar 2022
| Nr. | Spiller         | Mål | År        |
| --- | --------------- | --- | --------- |
| 1   | Feyyaz Uçar     | 159 | 1982-1994 |
| 2   | Mehmet Özdilek  | 148 | 1988-2001 |
| 3   | Ali Gültiken    | 98  | 1984-1995 |
| 4   | Bobô            | 94  | 2006-2011 |
| 5   | Ertuğrul Sağlam | 92  | 1994-2000 |